# La capătul liniei
La capătul liniei este un film românesc din 1983, regizat de Dinu Tănase. Rolurile principale au fost interpretate de actorii Mircea Albulescu, Dan Condurache și Ioana Crăciunescu.

## Rezumat
Un maistru turnător este implicat într-un grav accident de muncă. După ispășirea pedepsei se angajează, împreună cu un tânăr prieten, la un combinat siderurgic dintr-un oraș de provincie, de la „capătul liniei” ferate. Aici maistrul găsește dragostea unei femei, aflată și ea la o răspântie a vieții.

## Distribuție
Distribuția filmului este alcătuită din:
- Mircea Albulescu — nea Crișan, fost maistru turnător, condamnat pentru omor prin imprudență
- Dan Condurache — Cicea, fost strungar, un tânăr rebel condamnat pentru că a condus fără permis
- Ioana Crăciunescu — Any (Ana), ospătăriță la restaurantul Minerva
- Maria Dumitrache-Caraman — dna Matilda Iliescu, femeia care închiriază o cameră
- Livia Baba — mama Anei
- Paul Lavric — recepționerul hotelului
- George Corneanu — inginerul șef al combinatului siderurgic
- Marieta Rareș — soacra Matildei Iliescu
- Mihai Balaș
- Zaharia Volbea — Pușcașu, șeful serviciului de cadre al combinatului
- Florin Anton (menționat Anton Florin)
- Flavius Constantinescu — controlorul din tren
- Stela Marin
- Aurora Dumitrache
- Vanda Ungureanu
- Velvet Moraru — tânăra care-l însoțește pe inginer la hotel
- Savu Rahoveanu
- Nicolae Prodănescu
- Constantin Duțu
- Ionel David
- Benone Gurău
- Nicolae Milea
- Ion Vizitiu
- Ion Cristian
- Aurică Ciocan
- Jean Percu-Ilarian
- Petre Marinescu
- Gheorghe Chianu
- Mihai Cristea

## Premieră și distribuție
Filmul a avut premiera la 21 martie 1983 și a fost selectat în acel an pentru a fi proiectat în cadrul Festivalului de Film pentru Tineret de la Costinești. În august 1983 Ceaușescu a impus noi restricții vieții culturale prin Tezele de la Mangalia, iar acest film a fost scos din programele cinematografelor până în 1989.
În anii 1990 filmul a fost acceptat la unele festivaluri de film din Europa, printre care Film Fest din München, unde a obținut aprecierea criticii și a publicului.

## Primire
Filmul a fost vizionat de 1.397.198 de spectatori în cinematografele din România, după cum atestă o situație a numărului de spectatori înregistrat de filmele românești de la data premierei și până la data de 31 decembrie 2014 alcătuită de Centrul Național al Cinematografiei.